# Rovell d'ou

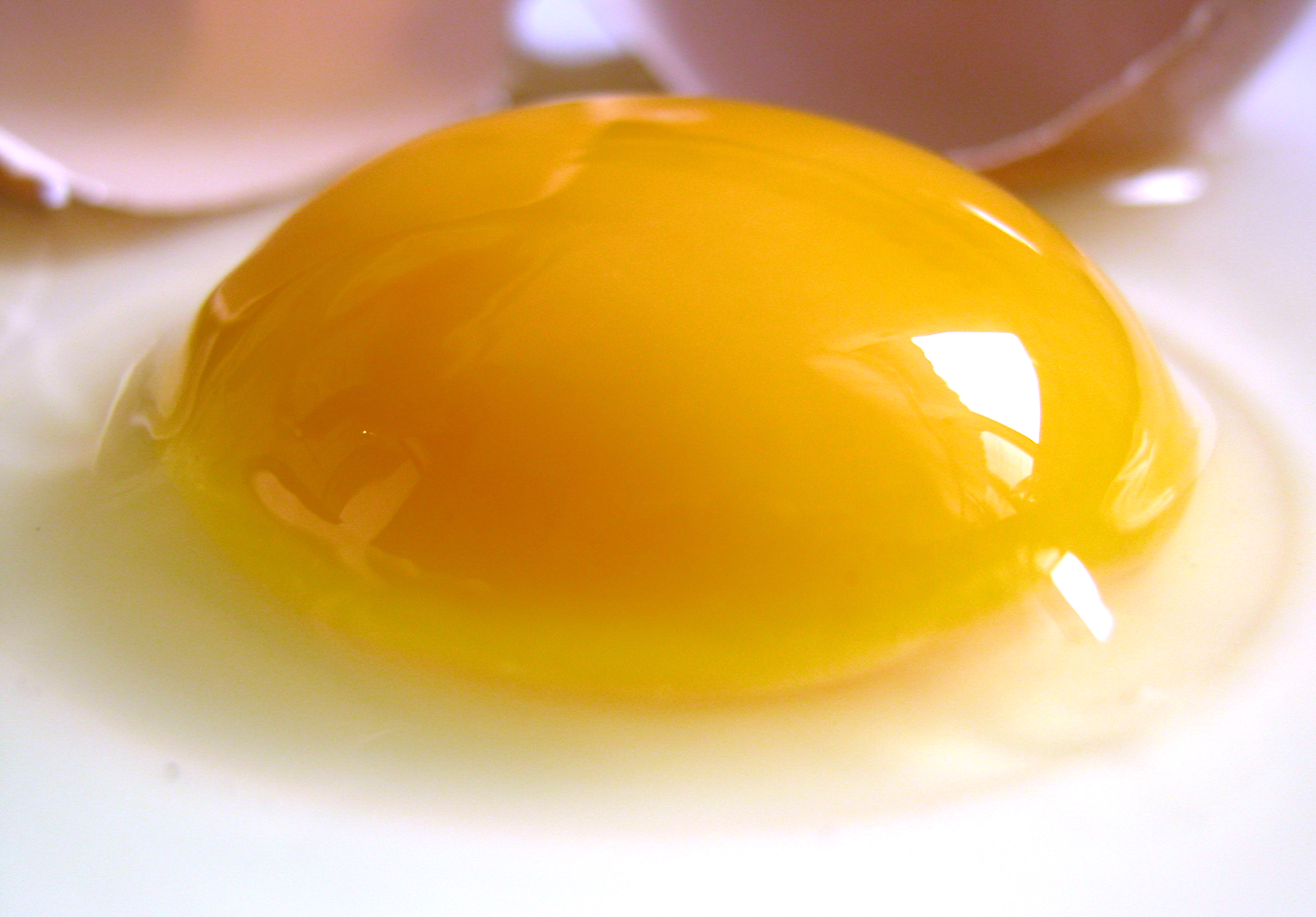
Un rovell d'ou envoltat per la clara

El rovell d'ou o vermell d'ou (Balears) i antigament mujol (i científicament també deutoplasma o vitel) és una part interna dels ous.
El rovell d'ou és una part de l'ou que nodreix principalment l'embrió en desenvolupament. El rovell d'ou està suspès en la clara (altrament dita albumen) per una o dues bandes espirals de teixit anomenades calaza. Abans de la fertilització el rovell junt amb el disc germinal és una sola cèl·lula; una de les poques cèl·lules individuals que es poden veure a ull nu. El color groc és degut a la luteïna i zeaxantina, que són carotenoids del tipus xantòfil·les.
Els rovells són una font principal de vitamines i minerals. Els rovells contenen tot el greix i el colesterol dels ous a més d'una cinquena part de la proteïna.
Si els rovells queden intactes en un ou ferrat el rovell forma el característic aspecte (en anglès:sunny-side up) d'aquest plat. Quan es mesclen rovells amb les clares formen les truites i altres preparacions culinàries.

## Composició del rovell d'ou
El rovell d'un ou mitjà té una energia alimentària d'uns 1.325 kilojoules, 31 g d'aigua, 15,86 g de proteïna, 26, 5 g de greix, 3,6 g de carbohidrats, 2,73 mg de ferro, 129 mg de calci, 5 mg de magnesi, 390 mg de fòsfor, 109 mg de potassi, 2,3 mg de zinc, 381 ug de vitamina A, 2,99 mg d'àcid pantotènic, 146 ug de folat, 0,176 de tiamina i 0,528 mg de riboflavina. Té 1.234 mg de colesterol.
El rovell constitueix un 33% del pes de l'interior de l'ou; conté aproximadament unes 60 calories, que són tres vegades l'energia alimentària de la clara.
El rovell d'un ou de 50 grams representa 17 grams amb uns 2,7 g de proteïnes, 210 mg de colesterol, 0,61 g de carbohidrats, i 4,51 g de greix. Les proteïnes del rovell tenen diferents papers: la fosvitina per al calci, ferro i altres cations per a l'embrió; [ les lipovitel·lines emmagatzemen lípids i metalls.
Totes les vitamines liposolubles (A, D, E, i K) es troben en el rovell d'ou. El rovell és un dels pocs aliments que de manera natural contenen la vitamina D.
La composició en pes dels més importants àcids grassos en el rovell d'ou són els següents:
- Àcids grassos insaturats:
  - àcid oleic, 47%
  - àcid linoleic, 16%
  - àcid palmitoleic, 5%
  - àcid linolènic, 2%
- Àcids grassos saturats:
  - àcid palmític, 23%
  - àcid esteàric, 4%
  - àcid mirístic, 1%

Els rovells d'ou són una font de lecitina.

## Rovells dobles
Els rovells dobles dins un ou passen quan l'ovulació és massa ràpida o quan s'uneix un rovell amb un altre. Aquest tipus d'ous poden ser el resultat de gallines joves encara amb el cicle no sincronitzat. També passa en algunes gallines híbrides.
A més a més, hi pot haver casos d'ous sense rovell.

## Usos
- Per fer maionesa i altres salses se separen els rovells de les clares.
- Es fa servir rovells d'ous en tècniques clàssiques de pintura com la tèmpera.
- En laboratori es fan servir per a medis per detectar la presència de Clostridium perfringens.
- Els rovells també contenen un anticòs anomenat antiglobulina (IgY). Aquest anticòs protegeix els embrions de les aus de les invasions per microorganismes.
- El rovell d'ous es fan servir per fer alguns licors com per exemple l'Advocaat, o en begudes mesclades.